# Hotevilla-Bacavi
Hotevilla-Bacavi (hopi Hotvela-Paaqavi), també conegut com a Third Mesa, és una concentració de població designada pel cens dels Estats Units a l'estat d'Arizona. Segons el cens del 2000 tenia 767 habitants.

## Demografia
Segons el cens del 2000, Hotevilla-Bacavi tenia 767 habitants, 246 habitatges, i 181 famílies La densitat de població era de 24,9 habitants/km². La distribució per races era 95,96%  amerindis i 3,78% blancs. Els  hispànics de qualsevol raça eren l'1,04% de la població.
Dels 246 habitatges en un 34,6% hi vivien nens de menys de 18 anys, en un 41,1% hi vivien parelles casades, en un 28,9% dones solteres, i en un 26,4% no eren unitats familiars. En el 24,4% dels habitatges hi vivien persones soles el 8,9% de les quals corresponia a persones de 65 anys o més que vivien soles. El nombre mitjà de persones vivint en cada habitatge era de 3,12 i el nombre mitjà de persones que vivien en cada família era de 3,72.
Per edats la població es repartia de la següent manera: un 31% tenia menys de 18 anys, un 9% entre 18 i 24, un 24,8% entre 25 i 44, un 22,7% de 45 a 60 i un 12,5% 65 anys o més.
L'edat mediana era de 35 anys. Per cada 100 dones de 18 o més anys hi havia 83 homes.
La renda mediana per habitatge era de 13.750 $ i la renda mediana per família de 18.500 $. Els homes tenien una renda mediana de 12.174 $ mentre que les dones 19.095 $. La renda per capita de la població era de 5.975 $. Aproximadament el 58,9% de les famílies i el 69,4% de la població estaven per davall del llindar de pobresa.

## Poblacions més properes
El següent diagrama mostra les poblacions més properes.